# 苏禄王墓
苏禄王墓位于山东省德州市城北的北营村，是东南亚古国苏禄国东王巴都葛·叭哈喇的墓葬。1988年1月13日，被国务院公布为全国重点文物保护单位。
明永乐十五年（1417年），苏禄国东王在回国路上病逝于德州驿馆，故葬于此处。东王长子都马舍回国继位，王妃葛木宁和次子温哈喇、三子安都鲁等人留在中国守墓。王妃和温哈喇、安都鲁逝世后皆葬于东王墓东侧。
2024年，苏禄王墓博物馆入选国家二级博物馆。

## 图片

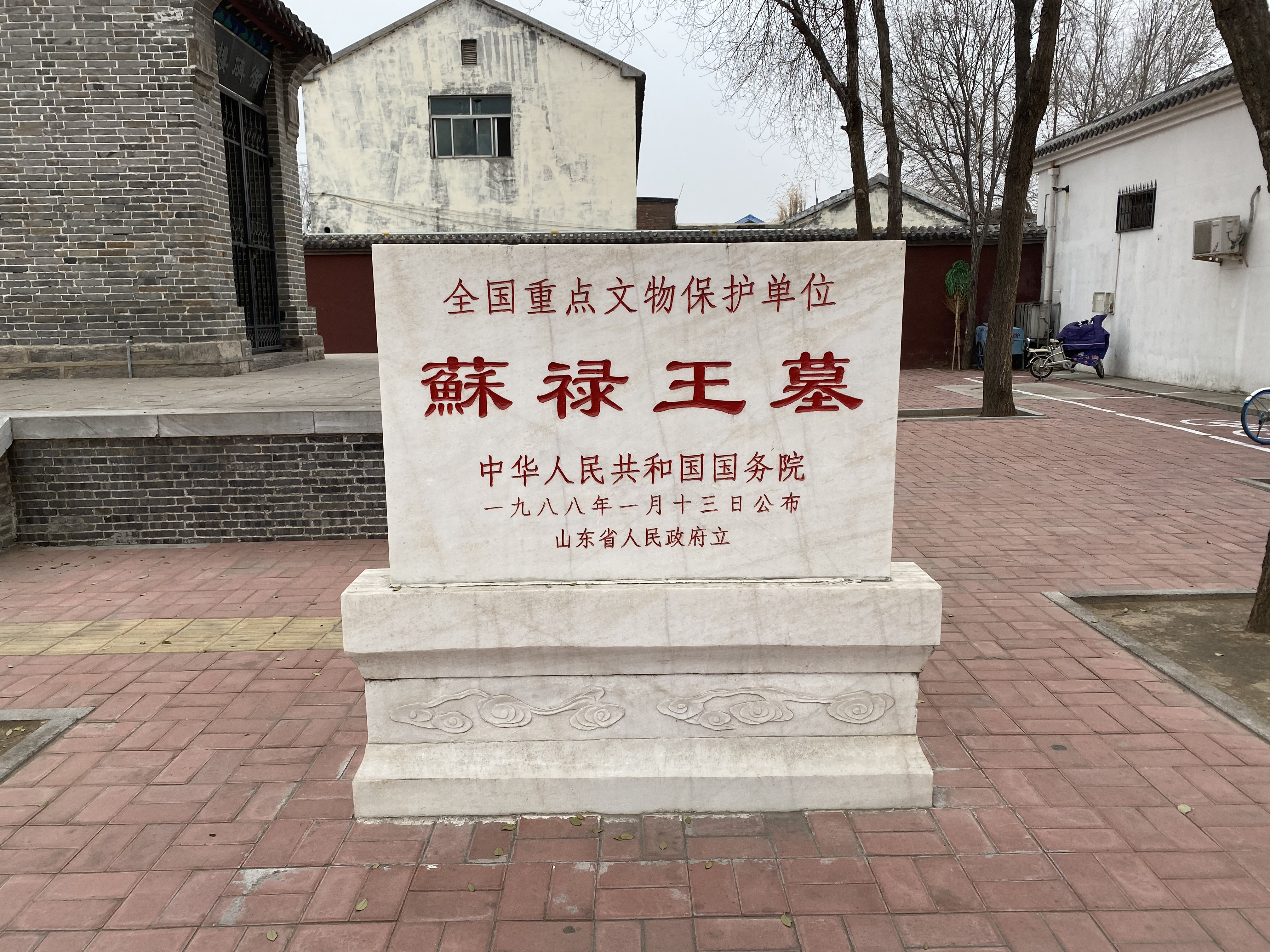
指示
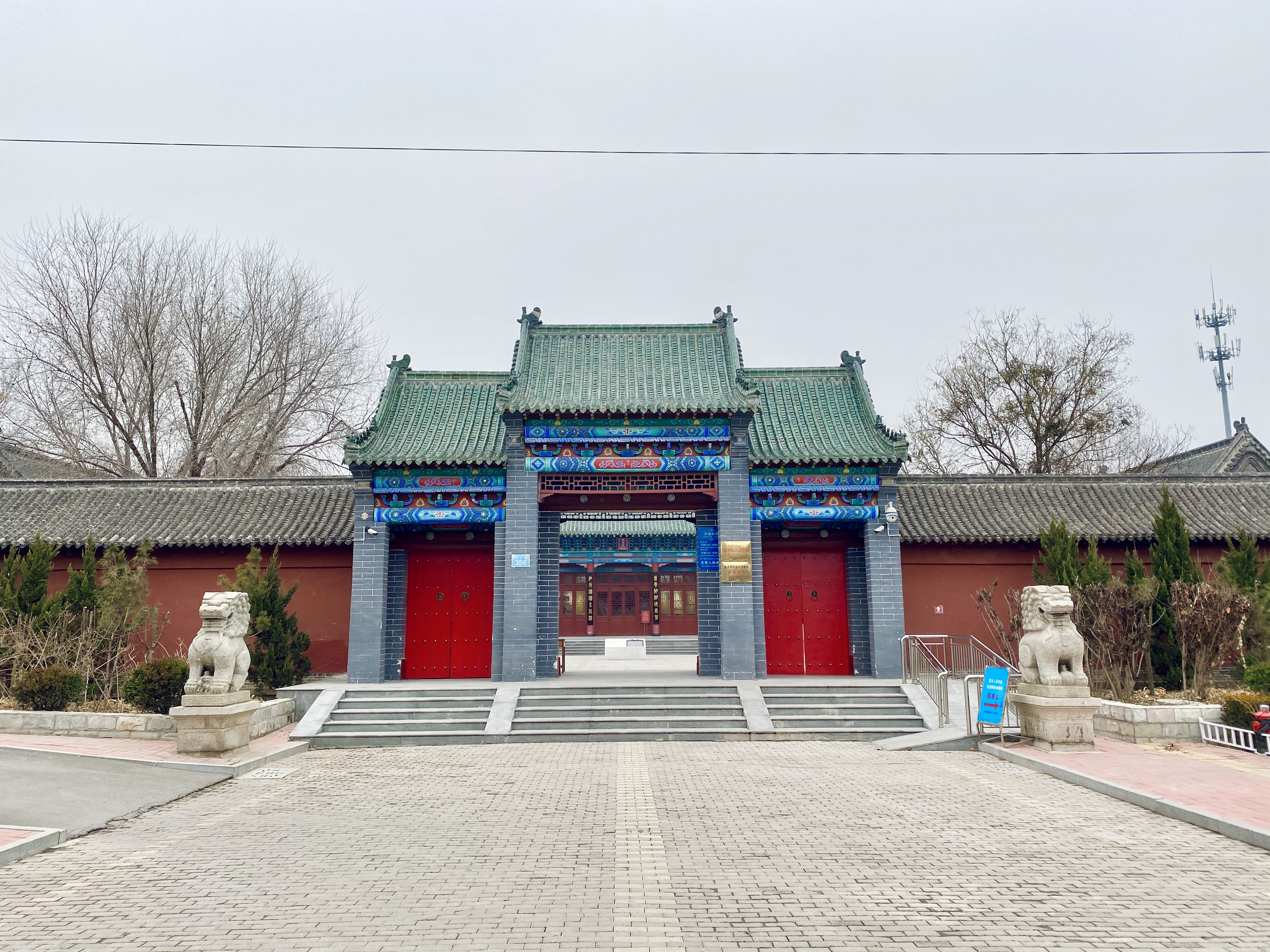
正门
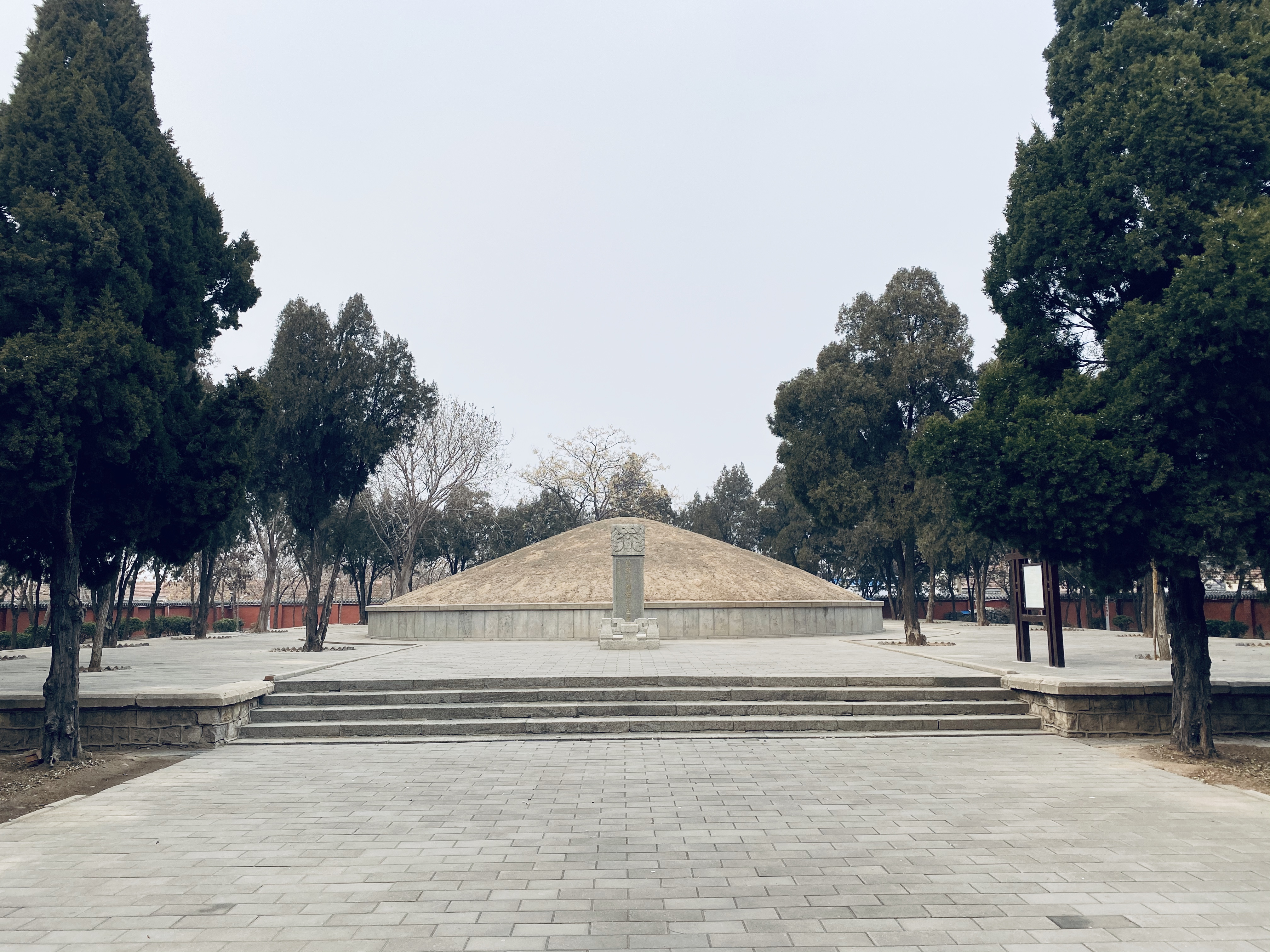
墓葬